# John Austrheim
John Austrheim, född 10 oktober 1912, död 1995, var en norsk politiker från Sandane i Gloppen kommun som representerade Senterpartiet. Han hade bakgrund som bonde.
Austrheim var stortingsledamot för Sogn og Fjordane 1961 till 1977. Han valdes till ledare för Senterpartiet 1967, och innehade posten fram till 1973. I perioden från 1969 till 1971 var han parlamentarisk ledare för partiet. Han var samfärdsminister i Lars Korvalds regering 1972–1973.